# Milan Rodić
Milan Rodić (în sârbă Милан Родић, pronunțat [mǐlan rǒːditɕ]; n. 2 aprilie 1991, Drvar, Iugoslavia) este un fotbalist sârb care joacă pe postul de fundaș stânga  pentru Steaua Roșie Belgrad.

## Cariera pe echipe

### OFK Belgrad
Rodić a jucat primul său meci profesionist pentru OFK Belgrad, pe 26 aprilie 2009, împotriva lui FK Partizan la vârsta de 18 ani. Aproape doi ani mai târziu, la 25 aprilie 2012, el a fost numit fundașul stânga  în echipa ideală a lui Sportal din etapa 26 din Superbiga Serbiei 2011-2012.

### Zenit Sankt Petersburg
La 31 ianuarie 2013, Rodić a semnat un contract cu Zenit St. Petersburg. La 21 februarie 2013, antrenorul Luciano Spalletti l-a introdus pe Rodić în minutul 85 în locul lui Sergei Semak împotriva lui Liverpool în UEFA Europa League 2012-2013. Cu toate acestea, Rodic apucat să joace doar cinci meciuri pentru Zenit înainte de a fi împrumutat la FC Volga Nijni Novgorod și a fost trimis la echipa a doua a lui Zenit, după care s-a transferat la Krîlia Sovetov.

### Krîlia Sovetov
În august 2015, Rodic a semnat cu Krylia Sovetov. De-a lungul a două sezoane, Rodić și-a revenit în formă. După doi ani cu Krîlia Sovetov, Rodić a mulțumit fanilor și a declarat că s-a bucurat de perioada în care a jucat pentru Krylia, dar că i-a lipsit mult familia din Serbia.

### Steaua Roșie Belgrad
La 21 iulie 2017, Rodić a semnat un contract de trei ani cu echipa sârbă Steaua Roșie Belgrad. Steaua Roșie i-a plătit Krîliei Sovetov  250.000 de euro pentru transferul lui Rodić.

## Cariera la națională
La 6 iunie 2011, Rodić și-a făcut debutul la echipa națională de fotbal a Serbiei sub 21 de ani în fața echipei U-21 a Suediei. Cinci ani mai tîrziu, Rodić a prima sa convocare la naționala Serbiei pentru un meci amical cu Rusia la 5 iunie 2016.
În mai 2018 a fost numit în lotul lărgit al Serbiei pentru Campionatul Mondial din 2018 din Rusia. La 4 iunie, el și-a făcut debutul la națională într-un meci amical cu Chile, intrând în locul lui Aleksandar Kolarov în minutul 80. El a fost, de asemenea, selecționat în echipa Serbiei pentru Campionatul Mondial din 2018, dar nu a fost folosit în niciun meci.

## Statistici privind cariera

### Club
Până pe 13 aprilie 2019 
| Club             | Sezon         | Campionat | Campionat | Cupă    | Cupă   | Continental | Continental | Altele  | Altele | Total   | Total  |
| Club             | Sezon         | Meciuri   | Goluri    | Meciuri | Goluri | Meciuri     | Goluri      | Meciuri | Goluri | Meciuri | Goluri |
| ---------------- | ------------- | --------- | --------- | ------- | ------ | ----------- | ----------- | ------- | ------ | ------- | ------ |
| OFK Belgrad      | 2008–2009     | 1         | 0         | 0       | 0      | 0           | 0           | 0       | 0      | 1       | 0      |
| OFK Belgrad      | 2009–2010     | 12        | 0         | 1       | 0      | 0           | 0           | 0       | 0      | 13      | 0      |
| OFK Belgrad      | 2010–2011     | 20        | 2         | 1       | 0      | 3           | 0           | 0       | 0      | 24      | 2      |
| OFK Belgrad      | 2009–2012     | 25        | 1         | 2       | 0      | 0           | 0           | 0       | 0      | 27      | 1      |
| OFK Belgrad      | 2012–2013     | 13        | 0         | 3       | 2      | 0           | 0           | 0       | 0      | 16      | 2      |
| OFK Belgrad      | Total         | 71        | 3         | 7       | 2      | 3           | 0           | 0       | 0      | 81      | 5      |
| Zenit            | 2012–2013     | 4         | 0         | 0       | 0      | 2           | 0           | 0       | 0      | 6       | 0      |
| Zenit            | 2014–2015     | 1         | 0         | 2       | 1      | 1           | 0           | 0       | 0      | 4       | 1      |
| Zenit            | Total         | 5         | 0         | 2       | 1      | 3           | 0           | 0       | 0      | 10      | 1      |
| Volga (împrumut) | 2013–2014     | 18        | 0         | 0       | 0      | 0           | 0           | 0       | 0      | 18      | 0      |
| Zenit-2          | 2015–2016     | 4         | 0         | 0       | 0      | 0           | 0           | 0       | 0      | 4       | 0      |
| Krîlia Sovetov   | 2015–2016     | 16        | 1         | 1       | 1      | 0           | 0           | 0       | 0      | 17      | 2      |
| Krîlia Sovetov   | 2016–2017     | 15        | 1         | 1       | 0      | 0           | 0           | 0       | 0      | 16      | 1      |
| Krîlia Sovetov   | 2017–2018     | 2         | 0         | 0       | 0      | 0           | 0           | 0       | 0      | 2       | 0      |
| Krîlia Sovetov   | Total         | 33        | 2         | 2       | 1      | 0           | 0           | 0       | 0      | 35      | 3      |
| Steaua Roșie     | 2017–2018     | 29        | 3         | 1       | 0      | 9           | 0           | 0       | 0      | 39      | 3      |
| Steaua Roșie     | 2018–2019     | 15        | 1         | 0       | 0      | 13          | 0           | 0       | 0      | 23      | 1      |
| Steaua Roșie     | Total         | 44        | 4         | 1       | 0      | 22          | 0           | 0       | 0      | 62      | 4      |
| Total carieră    | Total carieră | 175       | 9         | 12      | 4      | 28          | 0           | 0       | 0      | 215     | 13     |

### Meciuri la națională
Până la data de 20 noiembrie 2018 
| Serbia | Serbia  | Serbia |
| An     | Meciuri | Goluri |
| ------ | ------- | ------ |
| 2018   | 5       | 0      |
| Total  | 5       | 0      |

## Titluri
Zenit Sankt Petersburg
- Prima Ligă Rusă: 2014-2015

Steaua Roșie Belgrad
- Superliga Serbiei (2): 2017-2018, 2018-2019